# Алвес Феррейра, Флориндо
Флориндо Алвес Феррейра (порт.-браз. Florindo Alves Ferreira; род. 21 апреля 1914, Жуис-ди-Фора, Минас-Жерайс) — бразильский футболист, центральный защитник.

## Карьера
Флориндо начал карьеру в молодёжном составе клуба «Тупинамбас». С 1934 года он стал играть за основной состав команды. Оттуда футболист ушёл в «Сидеруржику». В 1936 году Флориндо стал игроком «Атлетико Минейро». 5 января он дебютировал в составе команды в матче с «Крузейро» (2:3). В том же году он помог «Атлетико» выиграть чемпионат штата. В феврале следующего года Флориндо выиграл турнир чемпионов Бразилии. 26 сентября он забил первый мяч за клуб, поразив ворота «Васко да Гамы» (1:2). 26 декабря 1937 года футболист провёл последнюю встречу в составе команды. Всего за клуб он сыграл в 56 матчах и забил два гола, по другим данным 62 матча, по третьим — 61 матч.
В 1938 году Флориндо стал игроком «Васко да Гамы». В клубе он вместе с Жау на несколько лет составил центр обороны команды. В «Васко» Флориндо играл на протяжении пяти сезонов, проведя 176 матчей и забив 4 гола. Осенью 1942 года Флориндо подписал контракт с клубом «Сан-Паулу». 28 октября он дебютировал в составе команды . Годом позже футболист отпраздновал победу в чемпионате штата Сан-Паулу. Завершил карьеру Флориндо в командах «Сан-Кристован» и «Франкана». После этого он начал тренерскую карьеру. В частности, в 1951 году Флориндо тренировал «Радиум», а с 1951 по 1955 год «Марилию».

## Международная статистика
| Матчи Флориндо за сборную Бразилии | Матчи Флориндо за сборную Бразилии | Матчи Флориндо за сборную Бразилии | Матчи Флориндо за сборную Бразилии | Матчи Флориндо за сборную Бразилии | Матчи Флориндо за сборную Бразилии | Матчи Флориндо за сборную Бразилии |
| ---------------------------------- | ---------------------------------- | ---------------------------------- | ---------------------------------- | ---------------------------------- | ---------------------------------- | ---------------------------------- |
| №                                  | Дата                               | Место проведения                   | Оппонент                           | Счёт                               | Пропущ. голы                       | Турнир                             |
| 1                                  | 22 января 1939                     | Рио-де-Жанейро                     | Аргентина                          | 3:2                                | —                                  | Кубок Рока                         |
| 2                                  | 25 февраля 1940                    | Сан-Паулу                          | Аргентина                          | 0:3                                | —                                  | Кубок Рока                         |
| 3                                  | 5 марта 1940                       | Буэнос-Айрес                       | Аргентина                          | 1:6                                | —                                  | Кубок Рока                         |
| 4                                  | 10 марта 1940                      | Буэнос-Айрес                       | Аргентина                          | 3:2                                | —                                  | Кубок Рока                         |
| 5                                  | 17 марта 1940                      | Авельянеда                         | Аргентина                          | 1:5                                | —                                  | Кубок Рока                         |
| 6                                  | 24 марта 1940                      | Рио-де-Жанейро                     | Уругвай                            | 3:4                                | —                                  | Кубок Рио-Бранко                   |

## Достижения
- Чемпион штата Минас-Жерайс: 1936
- Победитель турнира чемпионов Бразилии: 1937
- Обладатель Кубка Рока: 1940 (1)
- Победитель турнира Начала чемпионата Рио-де-Жанейро: 1942
- Чемпион штата Сан-Паулу: 1943
- Обладатель Кубка чемпионов штатов Рио-Сан-Паулу: 1943
- Обладатель Кубка города Сан-Паулу: 1944